# Argentinski znakovni jezik
Argentinski znakovni jezik (ISO 639-3: aed), znakovni jezik gluhih osoba u Argentini kojim se služi nepoznat broj osoba. Škole za gluhe u Argentini počinju raditi 1885., a gluhe osobe danas idu razne škole koje koriste različite znakovne jezike. Dijalekt: Córdobski (Córdoba).

## Vanjske poveznice
- Ethnologue (14th)
- Ethnologue (15th)